# Oppunda kontrakt
Oppunda kontrakt var ett kontrakt i Strängnäs stift inom Svenska kyrkan. Kontraktet upphörde 31 december 1997, då huvuddelen av församlingarna i kontraktet övergick till Oppunda och Villåttinge kontrakt.
Kontraktskoden var 0403.

## Administrativ historik
Kontraktet bildades 1962 
från hela då upphörda Oppunda västra kontrakt. 
- Julita församling som 2010 uppgick i Katrineholmsbygdens församling
- Östra Vingåkers församling som 2006 uppgick i Nävertorp-Östra Vingåkers församling som 2010 uppgick i Katrineholmsbygdens församling
- Västra Vingåkers församling
- Österåkers församling

från huvuddelen av Oppunda östra kontrakt. 
- Floda församling 2010 uppgick i Katrineholmsbygdens församling
- Sköldinge församling 2010 uppgick i Katrineholmsbygdens församling
- Lerbo församling som 2010 uppgick i Katrineholmsbygdens församling
- Halla församling som 1977 övergick i Nyköpings kontrakt
- Husby-Oppunda församling som 1977 övergick i Nyköpings kontrakt
- Vrena församling som 1977 övergick i Nyköpings kontrakt
- Bettna församling som 1977 övergick i Villåttinge kontrakt
- Vadsbro församling som dock 1962 övergick i Villåttinge kontrakt
- Blacksta församling som dock 1962 övergick i Villåttinge kontrakt
- Katrineholms församling bildad 1961 och som 2002 uppgick i Katrineholm-Stora Malms församling som 2010 uppgick i Katrineholmsbygdens församling
- i Oppunda östra kontrakt hade också före 1881 ingått Årdala och Forssa församlingar vilka då överfördes till Villåttinge kontrakt

från Nyköpings västra kontrakt
- Björkviks församling

1995 bildades
- Nävertorps församling som 2006 uppgick i Nävertorp-Östra Vingåkers församling som 2010 uppgick i Katrineholmsbygdens församling